# Cymric (Schiff)
Die Cymric war ein 1898 in Dienst gestelltes Passagierschiff der britischen Reederei White Star Line, das für den Passagier- und Frachtservice zwischen Großbritannien und den Vereinigten Staaten gebaut wurde. Am 8. Mai 1916 wurde die Cymric im Ersten Weltkrieg an der südirischen Küste von einem deutschen U-Boot versenkt.

## Das Schiff
Das 13.370 BRT große Dampfschiff Cymric wurde auf der Werft Harland & Wolff im nordirischen Belfast gebaut und lief dort am 12. Oktober 1897 vom Stapel. Am 5. Februar 1898 wurde sie der White Star Line übergeben, die sie zum Transport von Passagieren, Post und Fracht für die Route Liverpool–New York einplante. Für eine Überfahrt auf dieser Strecke benötigte das Schiff durchschnittlich zehn Tage.

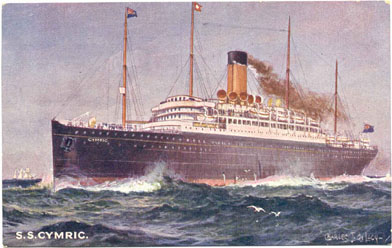
Undatierte Postkarte

Zum Zeitpunkt ihrer Indienststellung war sie das größte Schiff der White Star Line. Die Cymric hatte mit 18.000 Tonnen zudem die damals größte Ladekapazität der White Star-Flotte. Am 29. April 1898 legte sie in Liverpool zu ihrer Jungfernfahrt ab. Sie wurde nach dem Begriff „Cymru“ benannt, der alten walisischen Bezeichnung für Wales. Zu den prominenten Passagieren, die die Cymric beförderte, gehörte unter anderem der deutsche Komponist Fritz Steinbach.
Der reguläre Passagierbeförderungsdienst der Cymric wurde während ihrer Dienstzeit wiederholt unterbrochen. Im Frühjahr 1900 machte sie zwei Fahrten als Truppentransporter im Zweiten Burenkrieg von Liverpool nach Kapstadt und zu Beginn des Ersten Weltkriegs wurde sie wie viele andere Linienschiffe auch von der britischen Admiralität requiriert und erneut als Truppentransporter eingesetzt.
Am 3. November 1903 legte der Dampfer zu seiner zunächst letzten Transatlantiküberquerung nach New York ab, anschließend befuhr er ab dem 10. Dezember 1903 die Strecke Liverpool–Boston. Erst ab dem 20. Dezember 1914 war die Cymric wieder auf der Route Liverpool–New York. Am 28. März 1915 befand sie sich weniger als 20 Meilen von dem Passagierdampfer Falaba entfernt, als dieser vor der Küste von Wales von einem U-Boot angegriffen und versenkt wurde. Die Cymric erhielt von der Admiralität die ausdrückliche Anweisung, der Falaba nicht zu Hilfe zu kommen, um sich nicht selbst in Gefahr zu bringen.
Die Fahrt am 28. Januar 1916 von New York nach Liverpool war die bis dahin letzte, auf der die Cymric Passagiere an Bord hatte (62 Erste Klasse, 64 Dritte Klasse). Auf den folgenden Überfahrten transportierte sie nur noch Fracht. Ihre letzte Fahrt vollendete sie am Donnerstag, dem 13. April 1916.

## Versenkung
Am Sonnabend, dem 29. April 1916 legte die Cymric mit 106 Besatzungsmitgliedern und sechs Passagieren an Bord in New York zu einer weiteren Fahrt nach Liverpool ab. Es war die erste Fahrt seit drei Monaten, bei der das Schiff wieder Passagiere beförderte. Es handelte sich um britische Konsulatsmitarbeiter. Zu ihrer Ladung gehörte eine große Menge an Kriegsausrüstung, also Konterbande, darunter Feuerwaffen, Kanonen, Schießpulver, Munitionshülsen sowie Flugzeug- und Autoteile. Das Kommando hatte Lieutenant Frank Ernest Beadnell von der Royal Naval Reserve, der seit 20 Jahren bei der White Star Line war und unter anderem auch schon Kapitän der Baltic gewesen war. Das Schiff war nicht bewaffnet.
Am Montag, dem 8. Mai 1916, gegen 16.00 Uhr wurde die Cymric an der Südküste  Irlands 140 Seemeilen nordwestlich von Fastnet Rock von dem deutschen U-Boot U 20 unter Kapitänleutnant Walther Schwieger torpediert und versenkt, wobei insgesamt fünf Besatzungsmitglieder ums Leben kamen. Der Torpedo schlug im Maschinenraum ein. Durch die anschließende Explosion starben vier Männer. Der bei White Star-Gästen sehr beliebte Chefsteward James Bannerman Malcolm ertrank, bevor er ein Rettungsboot erreichen konnte. Alle sechs Passagiere wurden gerettet.
Das U-Boot wurde zwar von der Cymric gesichtet, aber Schwieger griff ohne Vorwarnung an und verschwand anschließend wieder. Obwohl U 20 drei Torpedos auf den Liner abfeuerte, dauerte es elf Stunden, bis er unterging. Es war dasselbe U-Boot unter demselben Kommandanten, das bereits die Lusitania der Cunard Line (1.198 Tote) und die Hesperian der Allan Line (32 Tote) versenkt hatte.
Die 107 Überlebenden wurden in die südirische Hafenstadt Bantry gebracht. Obwohl keine US-Amerikaner an Bord gewesen waren, machte sich der amerikanische Konsul in Queenstown, Wesley Frost, auf den Weg nach Bantry, um die Überlebenden zu treffen. Bis auf einen Russen und zwei Belgier waren alle Personen an Bord Briten.